# Jorge Ramos
 (mars 2018).
Si vous disposez d'ouvrages ou d'articles de référence ou si vous connaissez des sites web de qualité traitant du thème abordé ici, merci de compléter l'article en donnant les références utiles à sa vérifiabilité et en les liant à la section « Notes et références ».
Ramos  Ávalos est un nom espagnol. Le premier nom de famille, en général paternel, est Ramos ; le second, en général maternel, souvent omis, est Ávalos.
Jorge Gilberto Ramos Ávalos, né le 16 mars 1958 à Mexico, est un journaliste et auteur américain d'origine mexicaine. Considéré comme le présentateur de nouvelles en langue espagnole le plus connu aux États-Unis, il a été désigné sous le nom de « Walter Cronkite d'Amérique latine ». Actuellement basé à Miami, en Floride, il anime l'émission télévisée d'information Univision Noticiero, le programme d'information politique Univision du dimanche matin Al Punto, et le programme d'anglais Fusion TV en Amérique avec Jorge Ramos. Il a couvert cinq guerres et des événements allant de la chute du mur de Berlin à la guerre en Afghanistan.
Ramos a remporté huit Emmy Awards et le prix Maria Moors Cabot pour l'excellence dans le journalisme. Il a également été inclus dans la liste des «  personnes les plus influentes du monde » du magazine Time.

## Livres
- Stranger: the Challenge of a Latino Immigrant in the Trump *Era (Stranger: el desafio de un inmigrante latino en la era de Trump)
- The Latino Wave: How Hispanics Are Transforming Politics in America (La Ola Latina: Cómo los hispanos elegirán al próximo presidente de los Estados Unidos)
- No Borders: A Journalist's Search for Home (Atravesando Fronteras)
- Dying to Cross: The Worst Immigrant Tragedy in American History
- The Other Face of America: Chronicles of the Immigrants Shaping Our Future (La otra cara de América)
- Lo que vi
- A la caza del león
- Morir en el intento
- Detrás de la máscara
- El regalo del tiempo: Cartas a mis hijos
- A Country For all: An Immigrant Manifesto
- My Life
- Los Presidenciables

## Enfance
Jorge Gilberto Ramos Ávalos est né le 16 mars 1958 à Mexico, au Mexique, dans une famille catholique romaine  et il a été élevé dans le quartier Bosques de Echegaray de Naucalpan, dans la banlieue de Mexico.  Son père était un architecte. Il a fréquenté des écoles catholiques où il déclare avoir été abusé par les prêtres. Ramos est diplômé de l'Université ibéro-américaine à Mexico, où il s'est spécialisé en communication.

## Carrière
Ramos a travaillé pour le vaisseau amiral XEW-TV de Grupo Televisa à Mexico pour la version locale du réseau de 60 minutes. À l'âge de 24 ans, il a démissionné de ce poste après avoir été censuré d'une histoire critiquant le gouvernement du Mexique. En 1983, il a quitté le Mexique avec un visa d'étudiant pour Los Angeles, en Californie, où il prévoyait de s'inscrire aux cours de journalisme de l'UCLA Extension. En 1984, il a été embauché par KMEX-TV, une filiale de ce qui était alors le réseau international espagnol (SIN) à Los Angeles, qui fonctionnait avec un budget serré dans un établissement délabré de Melrose Avenue. Au KMEX, Ramos sentait qu'il pouvait s'exprimer librement: «Pour moi, c'était un palais ... les Etats-Unis m'ont donné des opportunités que mon pays d'origine ne pouvait pas: la liberté de la presse et la liberté d'expression complète.» Des années plus tard, il est devenu l'hôte du programme du matin de KMEX, Mundo Latino.  En 1985, Ramos a rejoint l'opération nationale du SIN  qui a été rebaptisée le réseau d'Univision un an plus tard après être devenu une nouvelle propriété; Univision a conclu un vaste accord de divertissement et d'échange de nouvelles avec Televisa.
Depuis 1986, Ramos a été le présentateur de Noticiero Univision, un journal télévisé en langue espagnole, aux côtés de sa collègue María Elena Salinas. Actuellement, il anime Al Punto, un programme d'affaires publiques du dimanche diffusé chaque semaine sur Univision, et en Amérique latine avec Jorge Ramos, un magazine d'information en langue anglaise sur Fusion TV.
En 1989, alors qu'il assistait à la chute du Mur de Berlin, Ramos se souvint de sa pensée : « C'est pourquoi je suis ce que je suis ! »  Il évoque la guerre civile du Salvador, la guerre du Golfe, la désintégration de l'ex-Union soviétique et les attaques terroristes du 11 septembre. Pendant la guerre des États-Unis en Afghanistan, Ramos a voyagé seul pendant les vacances parce que son réseau a refusé de l'envoyer. Tout au long de sa carrière, il a couvert cinq guerres.
À partir de 2014, ses émissions de nouvelles Univision ont régulièrement battu leur concurrence en langue anglaise parmi les jeunes téléspectateurs.  Il a interviewé plusieurs leaders mondiaux dont Barack Obama, George W. Bush, Bill Clinton, George H.W. Bush, Fidel Castro, Daniel Ortega et Hugo Chavez.
Ramos écrit également une chronique de journal bilingue publiée à l'international et apparaît régulièrement comme un expert sur les réseaux câblés de langue anglaise, comme CNN et MSNBC. Les sondages parmi les Latinos américains le classent comme l'hispanique le plus fiable et le plus influent en Amérique, surpassant tous les autres leaders politiques, et son score Q parmi les audiences Latino le place entre le footballeur Lionel Messi et la chanteuse Shakira.
En 2002, il a fondé Despierta Leyendo (Wake Up Reading), le premier club de lecture de l'histoire de la télévision en langue espagnole. 
Le 21 février 2008, il a représenté Univision dans un débat démocratique entre les sénateurs Hillary Clinton et Barack Obama sur l'Université du Texas au campus Austin à Austin, au Texas.
En 2012, Ramos, critiquant le manque de modérateurs latinos dans l'un des débats de la présidence américaine, s'est plaint que la commission de débat était «bloquée dans les années 1950». Quand Univision a tenu ses propres forums avec les candidats Barack Obama et Mitt Romney, Ramos a défié tous les deux sur leurs politiques d'immigration, notamment la politique d'auto-déportation de Romney, que Ramos considérait comme une insulte aux Latinos, et la déportation de plus de 1,4 million de personnes , et son retour sur sa promesse d'aborder l'immigration au cours de son premier mandat. Washington Monthly a nommé Ramos le diffuseur qui déterminerait le plus l'élection présidentielle de 2012. La notabilité accrue de Ramos, cependant, a conduit à la critique de son approche de plaidoyer. À ce Ramos a déclaré: «Notre position est clairement pro-latino ou pro-immigrant ... Nous sommes simplement la voix de ceux qui n'ont pas de voix."
En 2015, après que Donald Trump est devenu un candidat présidentiel, Ramos a poursuivi une entrevue avec Donald Trump pendant des mois.
Avant ceci il a coupé les liens de Univision avec le gouvernement car il estimait que celui-ci était anti mexique.
Quand il envoya une demande manuscrite à Trump en juin, Trump, qui avait intenté une poursuite contre Univision pour sa décision d'abandonner le concours Miss Univers à la suite des commentaires du candidat sur les immigrants mexicains, publia la lettre de Ramos sur Instagram, qui exposait le numéro de Ramos. Donald Trump a ensuite supprimé le post.
Le 25 août 2015, Ramos a assisté à une conférence de presse tenue à Dubuque, Iowa par Trump. Avant d'y assister, Ramos a étudié les conférences de presse antérieures de Trump et a découvert un motif de Trump répétant interjeter "excusez-moi" et appelant un autre journaliste lorsqu'on lui a posé une question s'opposant à ses croyances. En raison de cette connaissance, Ramos a refusé de s'asseoir et a persisté à continuer à interroger Trump sur ses politiques d'immigration lorsqu'il était repoussé. Ramos a insisté sur ses droits en tant que journaliste et citoyen américain pour poser une question, incitant le chef de la sécurité de Trump, Keith Schiller, à le repousser hors de la salle de conférence. Environ 15 minutes plus tard, Trump a permis à Ramos de revenir à la conférence, où lui et Trump se sont engagés dans un échange passionné sur la question. Trump a expliqué plus tard qu'il n'avait pas appelé Ramos pour une question, car il avait appelé un autre journaliste dans l'auditoire. Ramos accusait Trump de «répandre la haine» avec ses appels à la déportation en masse de familles sans papiers, et d'abroger la citoyenneté du droit d'aînesse, et a remis en question la faisabilité des propositions de Trump. Il a également mis en doute la viabilité de Trump comme candidat parmi les électeurs latinos, citant un sondage indiquant que 75 % de ces électeurs avaient des opinions défavorables de lui et a prévu que Trump obtiendrait seulement 16 % du vote latino. Les sondages de sortie des élections ont montré Trump obtenant 29 %, une amélioration absolue de 8 % pour les républicains au cours de 2012.
L'incident de la conférence de presse a inspiré Ramos à créer son documentaire Hate Rising axé sur l'augmentation des incidents de sectarisme racial et de violence à travers le pays, qui a été diffusé le 23 octobre 2016 sur Univision et Fusion. En préparation du documentaire, Ramos a rencontré des membres de divers groupes de haine à travers le pays, y compris des membres du Ku Klux Klan et des néo-nazis, ainsi que des victimes latino-musulmanes. Son voyage dura neuf mois, le mettant souvent en danger à la fois comme immigrant et comme homme mexicain-américain. Afin de gagner du temps avec les membres des groupes suprématistes blancs, Ramos s'est associé à la réalisatrice Catherine Tambini, une Américaine à laquelle les groupes avaient l'impression de parler, et juste avant le début de l'interview, Ramos s'est assis pour poser des questions.
En 2016, Ramos a commencé à tirer parti de Facebook Live pour diffuser des images brutes prises sur son téléphone à des publics de médias sociaux, obtenant 2,6 millions de vues sur ses vidéos de caucus de l'Iowa et plus de quatre millions sur ses reportages durant les primaires du New Hampshire.
Après cette polémique Jorge devient PDG de Univision

## Vie personnelle
Ramos a obtenu une maîtrise en études internationales à l'Université de Miami, en Floride. 
En 2008, Ramos est devenu un citoyen des États-Unis, après de nombreuses années de se sentir personnellement en conflit à ce sujet. Il s'était longtemps considéré comme un autre «Mexicain avec une carte verte». Cette année, cependant, son 50e anniversaire, il a vécu au Mexique 25 ans et 25 ans aux États-Unis, et s'est rendu compte, en expliquant: «Vous devez passer par un processus mental et émotionnel pour reconnaître qui vous êtes vraiment, "Ramos a dit. "J'ai finalement reconnu que je ne pouvais pas être défini par un pays, je viens des deux pays, il m'a fallu plusieurs années pour faire la paix avec cette pensée, et que je ne retournerai jamais au Mexique."
Ramos a été marié deux fois. Sa première femme était Gina Montaner, fille de l'auteur cubain exilé Carlos Alberto Montaner; ils ont eu une fille, Paola (née en 1988). Ils ont divorcé en 1990 et Paola a été élevée par sa mère en Espagne. En 1992, il a épousé Lisa Bolivar lors d'une cérémonie catholique à la cathédrale de San Juan Bautista à San Juan, Porto Rico. Ils ont eu un fils, Nicolas, et ils ont divorcé en 2005. Il a fréquenté l'actrice mexicaine Ana de la Reguera et depuis 2011, il entretient une relation avec l'actrice et actrice vénézuélienne Chiquinquirá Delgado,, qui a deux filles issues de relations antérieures. Il vit dans le quartier de Coconut Grove à Miami. 
Bien qu'il ait été élevé dans la religion catholique romaine, Ramos est athée  et il a critiqué le pape François pour avoir présidé à la canonisation du pape Jean-Paul II, qui, selon lui, dissimulait volontiers les abus commis par les prêtres catholiques.
Ramos est enregistré en tant qu'électeur indépendant. 
Ramos a révélé en juin 2015 que sa fille, Paola Ramos, travaillait pour la campagne présidentielle 2016 de Hillary Clinton.

## Récompenses
Jorge Ramos a remporté huit Emmy Awards et le prix Maria Moors Cabot pour l'excellence dans le journalisme. 
En 2015, Jorge Ramos était l'une des personnes sélectionnées pour les cinq couvertures différentes de l'émission de Time intitulée «Les 100 personnes les plus influentes au monde».